# Кондратюк Марк Валерійович
Марк Валерійович Кондратюк (нар. 3 вересня 2003, Подольськ, Росія) — російський фігурист, який виступає в чоловічому одиночному катанні. Чемпіон Європи (2022), чемпіон Росії (2022) та бронзовий призер чемпіонату Росії (2021). Майстер спорту Росії (2021). Майстер спорту Росії міжнародного класу (2021).
Проти нього введені персональні санкції Верховною Радою України. З 15 квітня 2023 року перебуває під санкціями РНБО, строком на п'ятдесят років, за антиукраїнську діяльність.

## Біографія
Тренується у спортивній школі олімпійського резерву ЦСКА ім. C. А. Жука у Світлани Соколовської.
У вересні 2020 року вперше виступив на дорослому Кубку Росії.
У грудні 2020 року дебютував на дорослому чемпіонаті Росії. У короткій програмі стрибнув потрійний аксель, четверний сальхов та каскад потрійний лутц — потрійний тулуп і з результатом 90,88 бала став третім. Довільну програму відкотив на 169,43 бала та із сумою 260,31 завоював бронзову медаль.
У вересні 2021 року з результатом 241,06 бала виборов бронзову медаль на міжнародному турнірі Nebelhorn Trophy в Оберстдорфі. Завдяки успішному виступу фігуриста збірна Росії отримала третю квоту в чоловічому одиночному катанні на зимових Олімпійських іграх 2022 у Пекіні.
У жовтні 2021 року став другим на міжнародному турнірі з фігурного катання Меморіал Дениса Тена, де набрав 250,08 бала. У короткій програмі Марк упав із четверного лутця, але виконав каскад четверний сальхов — подвійний тулуп, а у довільній виконав три четверні стрибки та два каскади три-два.
У грудні 2021 року виграв чемпіонат Росії, випередивши в сумі двох програм Михайла Коляду, що став другим, на 0,67 бала.
У січні 2022 року виступив на дебютному для себе чемпіонаті Європи. У короткій програмі чисто виконав четверний тулуп, потрійний аксель, каскад четверний сальхов — потрійний тулуп і з результатом 99,06 балів займав проміжне друге місце за Андрієм Мозальовим. У довільній програмі припустився лише невеликих помарок і за її підсумками став першим. Із загальним результатом у 286,56 балів Кондратюк став чемпіоном Європи.

## Спортивні досягнення
| Змагання                         | 16/17                    | 18/19                    | 19/20                    | 20/21                    | 21/22                    |
| Міжнародні індивідуальні         | Міжнародні індивідуальні | Міжнародні індивідуальні | Міжнародні індивідуальні | Міжнародні індивідуальні | Міжнародні індивідуальні |
| -------------------------------- | ------------------------ | ------------------------ | ------------------------ | ------------------------ | ------------------------ |
| Чемпіонат Європи                 |                          |                          |                          |                          | 1                        |
| Етап Гран-прі: Rostelecom Cup    |                          |                          |                          |                          | 8                        |
| Челленджер: Nebelhorn Trophy     |                          |                          |                          |                          | 3                        |
| Челленджер: Меморіал Дениса Тена |                          |                          |                          |                          | 2                        |
| Bosphorus Istanbul Cup           |                          |                          | 1                        |                          |                          |
| Mentor Torun Cup                 |                          |                          | 2                        |                          |                          |
| Національні                      |                          |                          |                          |                          |                          |
| Чемпіонат Росії                  |                          |                          |                          | 3                        | 1                        |
| Першість Росії серед юніорів     | 16                       |                          |                          |                          |                          |
| Фінал Кубку Росії                | 10J.                     | 9J.                      | 4J.                      | 5                        |                          |
| Етап Кубка Росії. І етап         | 2J.                      |                          | 9J.                      |                          |                          |
| Етап Кубка Росії. ІІ етап        |                          |                          |                          | 8                        |                          |
| Етап Кубка Росії. III етап       |                          |                          | 3J.                      |                          |                          |
| Етап Кубка Росії. IV етап        |                          | 5J.                      |                          | 7                        |                          |
| Етап Кубка Росії. V етап         |                          | 6J.                      |                          |                          |                          |
| Національні командні             |                          |                          |                          |                          |                          |
| Кубок Першого каналу             |                          |                          |                          | 2                        |                          |
| Міжнародні серед юніорів         |                          |                          |                          |                          |                          |
| Ice Star                         |                          | 3                        | 1                        |                          |                          |
| Bosporus Cup                     |                          | 1                        |                          |                          |                          |
| Skate Helena                     |                          | 2                        |                          |                          |                          |
| Меморіал Дениса Тена             |                          |                          | 3                        |                          |                          |

## Відомчі нагороди
- Майстер спорту Росії (2021)[16].
- Майстер спорту Росії міжнародного класу (2021)[17].